# Fokker S.14 Machtrainer
O Fokker S.14 Machtrainer é uma aeronave de treinamento holandesa, desenvolvida pela Fokker para a Real Força Aérea Neerlandesa na década de 1950. O Machtrainer foi a primeira aeronave a jato de treinamento do mundo e seu projeto serviu como aprendizado para a Fokker, que passou a realizar parcerias com alguns dos principais fabricantes de aeronaves do mundo nas décadas seguintes.

## História

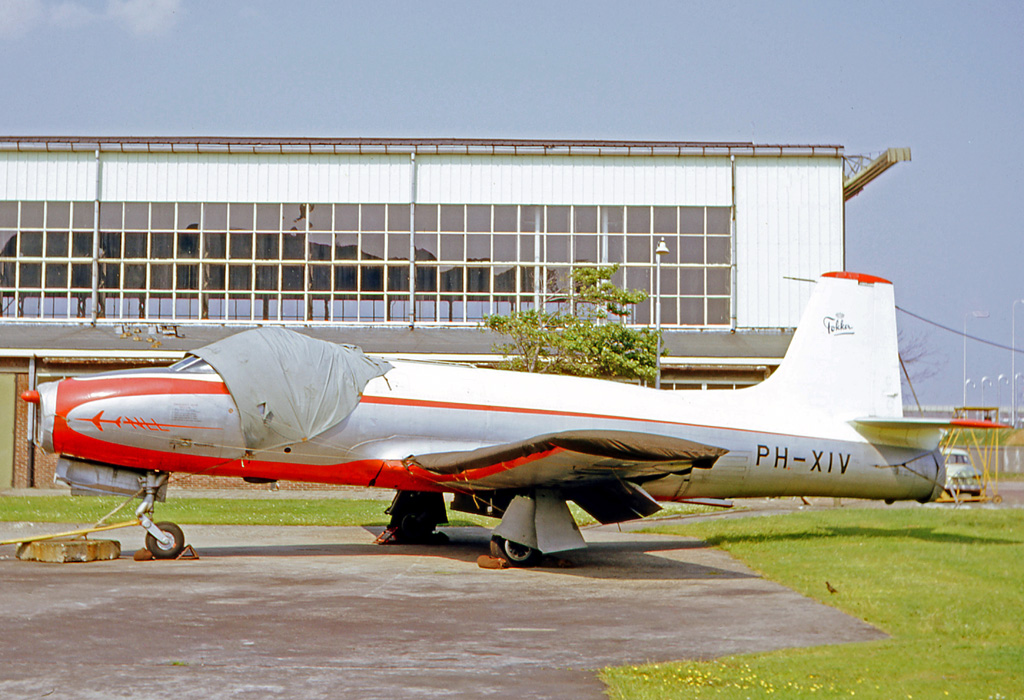
O protótipo do S.14 (1967).

### Antecedentes
No final da década de 1940 os Países Baixos buscavam reconstruir suas forças armadas. Além da importação de material bélico, o governo local buscava reconstruir a indústria local. Assim, a indústria local recebeu incentivos para a produção de equipamento bélico. A companhia aérea Fokker recebeu a incumbência de desenvolver aeronaves de treinamento para a Real Força Aérea. A Fokker desenvolveu inicialmente as aeronaves de treinamento a pistão S.11/12. Esses projetos obtiveram grande sucesso, sendo fabricadas centenas de aeronaves que foram utilizadas pela Real Força Aérea Neerlandesa assim como foram exportadas para cinco países. Incentivada pelo sucesso do S.11/12, a Fokker resolveu investir em um projeto mais ousado: uma aeronave de treinamento a jato.

### Desenvolvimento
A nova aeronave recebeu o nome de S.14 Machtrainer e realizou seu primeiro voo em 19 de maio de 1951. O Machtrainer era uma aeronave de fuselagem metálica, trem de pouso triciclo retrátil, asas retas-que permitiam pousos em velocidade menor que os demais jatos da época- e era equipado com uma turbina Rolls-Royce Derwent (herdada do Gloster Meteor construído pela Fokker sob licença) alimentada por uma tomada de ar frontal no nariz. Seu cockpit foi projetado com um arranjo incomum para aeronaves de treinamento. O piloto e o instrutor sentavam-se lado a lado, como nas aeronaves comerciais.

## Operação
O S.14 entrou em serviço na Real Força Aérea Neerlandesa em outubro de 1955. A Fokker construiu 20 aeronaves, que integraram um esquadrão de treinamento até 1967 quando foram retiradas de serviço.

## Tentativas de exportação
Durante o desenvolvimento da aeronave, a Fokker tentou exportar o S.14 para vários países da Europa (Itália, Alemanha, Iugoslávia) e chegou a construir fábricas de montagem nos Estados Unidos e Brasil, porém não conseguiu exportar a aeronave.

### Estados Unidos
No início da década de 1950 a Fokker assinou acordos com a Fairchild visando vender o S.14 para a Força Aérea dos Estados Unidos. Diversas apresentações do S.14 foram realizadas nos Estados Unidos. O desempenho da aeronave foi elogiado por diversos pilotos americanos como Charles Yeager (que chegou a testar a aeronave) e as autoridades militares locais resolveram avaliar a compra do S.14 (como alternativa ao Lockheed T-33). Durante um voo de demonstração para oficiais das forças armadas americanas realizado em 20 de outubro de 1955, o piloto de testes da Fokker Gerben Sonderman não conseguiu se recuperar de uma manobra de parafuso e caiu. O choque e a conseqüente explosão da aeronave mataram o piloto e chocaram os militares americanos. O desastre com a aeronave acabou com qualquer chance de aquisição do S.14 pelos Estados Unidos. A fábrica construída nos Estados Unidos pela Fairchild/Fokker para o S.14 acabou sendo utilizada para a produção do Fairchild F-27.

### Brasil
O governo brasileiro tentava desenvolver sua indústria aeronáutica desde a década de 1930, quando celebrou contratos de construção de aeronaves com a alemã Focke Wulf e , durante a Segunda Guerra com a americana Fairchild. Centenas de aeronaves foram construídas na Fábrica do Galeão. Após o fim do conflito, a Fairchild encerra a produção e a fábrica do Galeão fica ociosa. Em 1953, o governo brasileiro celebra um contrato de arrendamento da fábrica do Galeão com a empresa holandesa Fokker, que prevê a construção de aeronaves de treinamento a pistão S.11 e S.12.
Ao longo da década de 1950 o Brasil demonstra interesse no S.14 Machtrainer , chegando a estudar a compra de até 50 aeronaves (com a condição de que fossem fabricada no país). A Fokker importou algumas peças e componentes do S.14 para montar um protótipo de demonstração para a Força Aérea Brasileira, porém nenhuma a aeronave chegou a ser construída. Após a última aeronave S.12 ter sido construída em 1962, o governo encerra o contrato e transforma a fábrica do Galeão em parque de manutenção da aeronáutica.

## Utilizadores
- Países Baixos - 20 aeronaves e 1 protótipo, empregadas em escolas de treinamento de pilotos da Real Força Aérea Neerlandesa entre 1955 e 1967;